# Avion Express
Avion Express je litavski ACMI i pružatelj usluga leasinga zrakoplova sa sjedištem u Vilniusu. Tvrtka je dio Avia Solutions Group, globalne zrakoplovne poslovne grupe.

## Povijest
Avion Express osnovan je 2005. godine pod imenom Nordic Solutions Air Services. U to je vrijeme avioprijevoznik upravljao s četiri teretna i putnička zrakoplova Saab 340. Godine 2008. tvrtka je preimenovana u Avion Express. Godine 2010. Avion Express kupila je francuska investicijska tvrtka Eyjafjoll SAS, koju je osnovao Swiss Avion Capital Partners zajedno s drugim investitorima.
Avion Express je 2011. predstavio svoj prvi Airbus A320, koji je bio prvi Airbusov zrakoplov registriran u Litvi. U prosincu su floti dodana još dva Airbus A320. Godine 2013. Avion Express uspješno je završio IOSA operativni audit sigurnosti i kao rezultat toga dobio IATA registraciju. Posljednji teretni zrakoplov Saab 340 rashodovan je u ožujku 2013. Do ljeta 2014. zrakoplovni prijevoznik upravljao je flotom od 9 Airbus A320 i 2 Airbus A319. Iste godine Avion Express osnovao je tvrtku kćer Dominican Wings, niskotarifnu zrakoplovnu kompaniju sa sjedištem u Santo Domingo, Dominikanska Republika. U ljeto 2017. Avion Express je u svoju flotu uveo zrakoplove Airbus A321.
U lipnju 2017. Avion Express objavio je da je prodao svojih 65% udjela u Dominican Wingsu predsjedniku tvrtke Victor Pacheco.
Godine 2019. Avion Express je osnovao Avion Express Malta, podružnicu sa sjedištem na Malti. Tvrtka je započela s radom u svibnju iste godine.
Od lipnja 2023. grupa upravlja s 36 zrakoplova Airbus A320 i tri zrakoplova A321.